# Koskino-2
Koskino-2, Koskino 2-je/Wtoroje (ros. Коскино-2) – wieś (ros. деревня, trb. dieriewnia) w zachodniej Rosji, w wołoście Luszczikskaja (osiedle wiejskie) rejonu bieżanickiego w obwodzie pskowskim.

## Geografia
Miejscowość położona jest 3,5 km od centrum administracyjnego osiedla wiejskiego (Luszczik), 2,5 km od centrum administracyjnego rejonu (Bieżanice), 130 km od stolicy obwodu (Psków).
W granicach miejscowości znajdują się ulice: Centralnaja, Nikołaja Dmitrijewa.

## Demografia
W 2010 r. miejscowość zamieszkiwało 51 osób.